# Aksak Maboul
Aksak Maboul est un groupe musical belge fondé en 1977 par Marc Hollander avec Vincent Kenis, qui s'articule depuis 2014 autour de Hollander et Véronique Vincent, secondés par Faustine Hollander. Aksak Maboul n’a cessé de changer de forme et de composition tout au long de son existence (le seul membre permanent étant son initiateur), explorant des styles musicaux différents, qui partagent toutefois une esthétique et des bases communes. 

## Histoire du groupe
Le projet démarre lorsque le musicien et producteur Marc Moulin demande à Marc Hollander de composer et d'enregistrer un album pour son éphémère label Kamikaze. Hollander invite son ami Vincent Kenis à le rejoindre en cours de route, et le duo enregistre l'album Onze danses pour combattre la migraine, dans lequel ils mélangent et déconstruisent les genres afin de créer leur propre univers musical. Avec ses éléments de jazz, d'électronique,  de musique minimaliste, ses allusions aux musiques africaines ou balkaniques cet album contient en germe de nombreuses idées qui seront développées au cours des décennies suivantes par le label Crammed Discs (fondé par Hollander en 1980).
À la faveur des tournées qui succèdent à la parution de l'album, la formation scénique d'Aksak Maboul s'étoffe, et une dizaine de musiciens invités s'y succèdent.
Le deuxième album du groupe, Un peu de l'âme des bandits est enregistré en 1979, avec la participation des musiciens anglais Fred Frith et Chris Cutler du groupe Henry Cow. Aksak Maboul se rapproche alors du mouvement Rock in Opposition et participe au festival RIO de Milan, en avril 1979.
En 1980, le noyau dur d'Aksak Maboul (Hollander et Kenis) fusionne avec celui d'un autre groupe bruxellois, Les Tueurs de la lune de miel. Rejointe par une chanteuse, Véronique Vincent, cette nouvelle formation se produit à tour de rôle sous les deux noms, et ambitionne d'enregistrer deux albums différents. Seul l'album The Honeymoon Killers voit le jour, et connaît un vif succès à travers l'Europe.
Aksak Maboul travaille avec Véronique Vincent entre 1980 et 1983 sur une série de morceaux avant-pop électroniques. Prévu pour devenir le 3e album d'Aksak Maboul (et annoncé comme tel dès les tout premiers catalogues de Crammed Discs), le projet est mis de côté, et sortira finalement en 2014 .
En 1983 paraît l'album Made To Measure Vol.1, qui rassemble des musiques originales écrites par Aksak Maboul, Tuxedomoon, Minimal Compact et Benjamin Lew pour la scène et l'écran. La contribution d'Aksak Maboul consiste en 6 nouvelles pièces, dont la musique pour la pièce de théâtre Un chien mérite une mort de chien de Michel Gheude, ainsi que Scratch Holiday, musique d'un film imaginaire.
La dernière apparition scénique du groupe au XXe siècle a lieu en 1986 au The Kitchen de New York. Le groupe cesse ensuite d'exister en tant que tel, mais son esprit est bien vivant au sein du label Crammed Discs, dont Marc Hollander assure la direction artistique, tandis que Vincent Kenis réalise de nombreux albums pour le label.
En 2010, Aksak Maboul participe à l'album Tradi-Mods vs Rockers : Alternative Takes on Congotronics, dans lequel 26 artistes (Deerhoof, Andrew Bird, Juana Molina, etc.) se livrent à des réinterprétations et reprises de morceaux des groupes congolais Konono n°1 et Kasai Allstars.
En 2014, paraît le 3e album d'Aksak Maboul : Marc Hollander retravaille, à partir des enregistrements inachevés, les morceaux abandonnés en 1983 et les rassemble sur l'album Ex-Futur Album qui paraît en octobre 2014, sous le nom Véronique Vincent & Aksak Maboul. Le single Chez les Aborigènes est paru précédemment en juillet 2014.
À la suite de l'accueil médiatique favorable réservé à Ex-Futur Album, Aksak Maboul reprend le chemin de la scène en 2015, avec une nouvelle formation comprenant Véronique Vincent (chant), Marc Hollander (claviers), Faustine Hollander (guitare, basse, chant), Sebastiaan Van den Branden (guitare, basse, synthétiseur) et Christophe Claeys (batterie, percussion), ces deux derniers étant par ailleurs membres du groupe Amatorski.
Un album complet de relectures (reprises et réinterprétations) de chansons figurant dans Ex-Futur Album paraît en octobre 2016, avec des contributions de Flavien Berger, Jaakko Eino Kalevi, Aquaserge, Laetitia Sadier, Forever Pavot, Nite Jewel, Bullion, Burnt Friedman, Hello Skinny, Marc Collin, Bérangère Maximin, Lena Willikens, etc., ainsi que deux auto-reprises  enregistrées par la mouture 2016 d'Aksak Maboul. À cette occasion, le groupe monte un spectacle intitulé Aksak Maboul Revue, avec la participation de Jaakko Eino Kalevi, Laetitia Sadier et deux membres du groupe Aquaserge (Julien Gasc et Benjamin Glibert), qui rejoignent le groupe sur scène.
Les deux premiers albums du groupe sont réédités en vinyle, respectivement en 2015 et 2018. Le réédition de Un peu de l'âme des bandits comprend un important livret contenant des documents, photos et témoignages des participants, ainsi qu'un album bonus en format CD, intitulé Before and After Bandits, qui retrace une histoire parallèle du groupe au travers de dix titres inédits (live et demos), réalisés avec la participation de dix-sept des membres et invités successifs du groupe, couvrant les diverses phases d'Aksak Maboul, de 1977 jusqu'à la nouvelle mouture née en 2015.
Entre 2017 et 2019, Aksak Maboul travaille à un tout nouvel album. Intitulé Figures, il est enregistré par Marc Hollander et Véronique Vincent avec les membres actuels du groupe (Faustine Hollander, Lucien Fraipont et Erik Heestermans) ainsi que des invités tels que Fred Frith, Steven Brown (un des fondateurs de Tuxedomoon) et trois membres du groupe Aquaserge (Julien Gasc, Benjamin Glibert et Audrey Ginestet). Figures paraît en mai 2020. C'est un double album comportant 22 titres, dont les textes sont écrits par Véronique Vincent et la musique par Marc Hollander (à l'exception d'une chanson composée par Julien Gasc et d'une pièce coécrite avec Faustine Hollander).
Fin 2021 paraissent Redrawn Figures 1 & 2, deux albums vinyle contenant 18 relectures de titres extraits de Figures, réalisés par des artistes tels que The Notwist, Cate Le Bon, Vanishing Twin, Kate NV, Felix Kubin, Matias Aguayo etc, ainsi que quatre auto-relectures effectuées par Marc Hollander d’Aksak Maboul.
Le cinquième album d'Aksak Maboul paraît en mars 2023. Intitulé Une aventure de VV (songspiel), il consiste en une suite de quinze pièces articulées autour d'un texte écrit par Véronique Vincent, qui est chanté, parlé ou scandé par une série de personnages, comme dans une pièce de théâtre musical.

## Membres
- Marc Hollander – claviers, saxophones, clarinettes, percussion
- Vincent Kenis – guitare, basse, claviers, percussion (1977—1978, 1980—1986)
- Véronique Vincent – chant (1980—présent)

## Membres temporaires et invités successifs
- Marc Moulin – claviers (1977)
- Chris Joris – percussions, claviers, saxophone soprano (1977-1978)
- Catherine Jauniaux – chant (1977, 1979)
- Frank Wuyts – claviers, percussions (1977-1979)
- Michel Berckmans – basson, hautbois (1978-1980)
- Denis Van Hecke – violoncelle (1978-1979)
- Geoff Leigh — saxophones (1978-1979)
- Guigou Chenevier – batterie (1978)
- Fred Frith – guitare, basse (1979)
- Chris Cutler – batterie (1979)
- Bob Vanderbob – saxophones (1979)
- Alig Fodder — basse (1980)
- Yvon Vromman – guitare, chant (1980-1981)
- Gérald Fenerberg – guitare (1980-1981, 1986)
- Jean-François Jones Jacob III – batterie (1980-1981)
- Faustine Hollander – guitare, basse, chant (2015—présent)
- Sebastiaan Van den Branden –  guitare, basse, synthétiseur (2015)
- Christophe Claeys – batterie (2015)
- Erik Heestermans – batterie (2016—présent)
- Lucien Fraipont — guitare (2016—présent)
- Benjamin Glibert – guitare (2016)
- Julien Gasc – claviers, chant (2016)

## Discographie

### Albums
- 1977 : Onze Danses Pour Combattre la Migraine, vinyle (Kamikaze Records). Rééditions vinyle (1980 et 2015) et CD (2003), Crammed Discs.

Face A
1. Mercredi Matin – 0:22
2. (Mit 1) Saure Gurke (Aus 1 Urwald Gelockt) – 2:25
3. Animaux Velpeau – 0:34
4. Milano per Caso (Paolo Radoni) – 3:18
5. Fausto Coppi Arrive! – 1:08
6. Chanter est Sain – 3:09
7. Son of l'Idiot – 3:20
8. DBB (Double Bind Baby) – 3:25
9. Cuic Steppe – 4:20
10. Tous les Trucs qu'il y a là dehors' – 1:55

Face B
1. Ciobane (trad. - arr. Marc Hollander) – 0:21
2. The Mooche (Duke Ellington) – 1:35
3. Vapona, Not Glue (Vincent Kenis/Marc Hollander) – 6:40
4. Glympz  (Vincent Kenis/Marc Hollander) – 4:49
5. Three Epileptic Folk Dances – 2:16
6. Mastoul Alakefak – 6:14
7. Comme on a dit (Chris Joris/Marc Hollander) – 1:15

- 1980 : Un Peu de l'Âme des Bandits, vinyle, Crammed Discs. Réédition CD (1995), réédition vinyle avec CD bonus Before and After Bandits [10 titres live et démo inédits] (2018), tous deux chez Crammed Discs

Face A
1. A Modern Lesson [Bo Diddley] (Hollander, arr. Frith, Hollander, Jauniaux) – 4:58
2. Palmiers en Pots
  1. Trio (from Nuits D'Argentine) (Verchuren) – 1:25
  2. Tango (Wuyts, Hollander) – 1:59
3. Geistige Nacht [Rondo] (Frith, arr. Frith) – 5:18
4. I Viaggi Formano la Gioventú [Truc Turc] (trad. Turkish folk song arr. Kenis, Aksak Maboul) – 5:09
5. Inoculating Rabies [Pogo] (Van Hecke, Wuyts) – 1:47

Face B
1. Cinema [Knokke]
  1. Ce Qu'On Peut Voir Avec Un Bon Microscope (Hollander, Wuyts, Aksak Maboul) – 7:25
  2. Alluvions (Hollander, Wuyts, arr. Kenis, Aksak Maboul) – 5:27
  3. Azinou Crapules (Hollander, Wuyts) – 7:05
  4. Age Route Brra! (Radio Sofia) (Aksak Maboul) – 2:48

- 2014 : Ex-Futur Album (sous le nom de Véronique Vincent & Aksak Maboul). Vinyle, CD et numérique, Crammed Discs

1. Chez les aborigènes
2. Afflux de luxe
3. Je pleure tout le temps
4. Veronika winken
5. Réveillons-nous
6. I'm Always Crying
7. My Kind of Doll
8. Luxurious Dub
9. Le troisième personnage
10. The Aboriginal Variations
11. Réveillons-nous (live)
12. Mit den eingeborenen (live)
13. I'm Always Remixing

- 2020 : Figures - double vinyle, double CD et numérique,  Crammed Discs
- 2023 : Une aventure de VV (songspiel) - double vinyle, CD et numérique,  Crammed Discs / Made To Measure

### Albums de remixes et reprises
- 2016 : 16 Visions of Ex-Futur (sous le nom de Véronique Vincent & Aksak Maboul) - vinyle, CD et numérique,  Crammed Discs
- 2021 : Redrawn Figures 1 & 2 - deux vinyles, numérique,  Crammed Discs

### Compilations, contributions originales
- Made to Measure Vol. 1, artistes divers (1984, Made To Measure (Crammed Discs). Contient Un Chien mérite une mort de chien, 6 titres inédits composés par Aksak Maboul pour une pièce de théâtre, ainsi que Scratch Holiday, une pièce de turntablism.
- Crammed Global Soundclash Vol.2 (2003, Crammed Discs. Contient un titre inédit, Chez les aborigènes.
- Les Tueurs de la lune de miel: The Honeymoon Killers (réédition CD, 2003, Crammed Discs). Contient 4 titres live par la formation Aksak Maboul/Tueurs de la lune de miel.
- Tradi-Mods vs Rockers (Alternative Takes on Congotronics) (2010, Crammed Discs). Aksak Maboul a participé à cet album-hommage avec une relecture d'un titre de Kasai Allstars.
- Give Me New Noise – Half-Mute Reflected (LP+CD 2016, Crammed Discs) – Aksak Maboul a participé à cet album-hommage à Tuxedomoon avec une relecture du titre Tritone.